# Oum El Guerdane
Oum El Guerdane (franska: Oum El Guerdane (CR), Oum El Guerdane (Commune Rurale), arabiska: ايسافن) är en kommun i Marocko.   Den ligger i provinsen Tata och regionen Souss-Massa, i den centrala delen av landet, 500 km söder om huvudstaden Rabat. Antalet invånare är 3 388.